# Chérisy
Pour les articles homonymes, voir Chérisy (homonymie).
Chérisy est une commune française située dans le département du Pas-de-Calais en région Hauts-de-France. Ses habitants sont appelés les Chérisiens.
La commune fait partie de la communauté de communes du Sud-Artois qui regroupe 64 communes et compte 27 059 habitants en 2021.

## Géographie

### Localisation
Localisée dans le sud-est du département du Pas-de-Calais, Chérisy est une commune située, à vol d'oiseau, à 11 km au sud-est de la commune d’Arras (chef-lieu d'arrondissement et préfecture du Pas-de-Calais).
Le territoire de la commune est limitrophe de ceux de cinq communes.
Les communes limitrophes sont  Fontaine-lès-Croisilles, Guémappe, Hendecourt-lès-Cagnicourt, Héninel et Vis-en-Artois.

### Géologie et relief
La superficie de la commune est de 6,29 km2 ; son altitude varie de 52  à   98 m.

### Hydrographie
Le territoire de la commune est situé dans le bassin Artois-Picardie.
La commune est traversée par la rivière la Sensée, un cours d'eau naturel non navigable de 27,07 km, qui prend sa source dans la commune de Saint-Léger et se jette dans le canal du Nord au niveau de la commune d'Arleux.

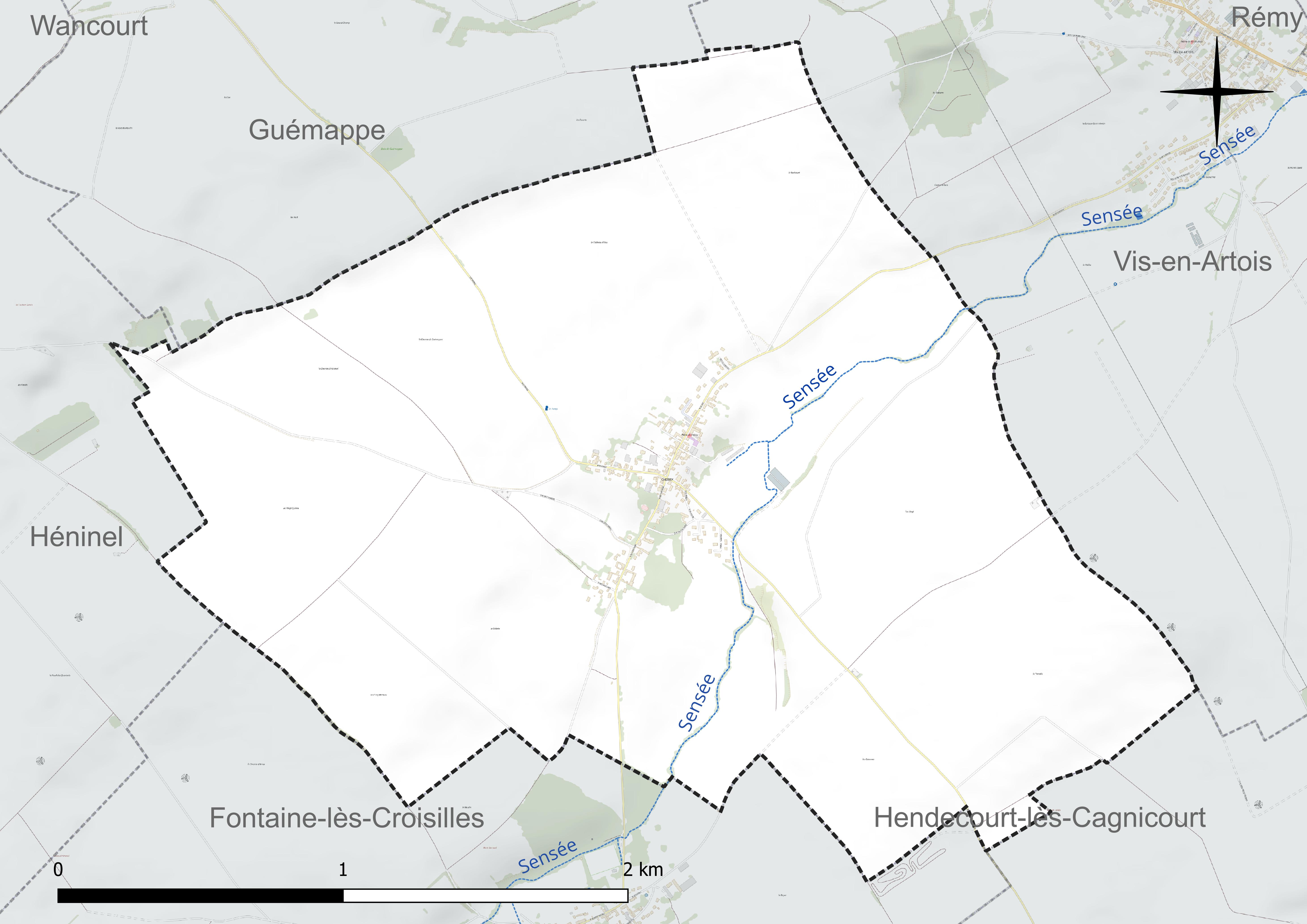
Réseau hydrographique de Chérisy.

### Paysages
Pour un article plus général, voir Paysage en France.
La commune est située dans le paysage régional des grands plateaux artésiens et cambrésiens tel que défini dans l’atlas des paysages de la région Nord-Pas-de-Calais, conçu par la direction régionale de l'Environnement, de l'Aménagement et du Logement (DREAL),. Ce paysage régional, qui concerne 238 communes, est dominé par les « grandes cultures » de céréales et de betteraves industrielles qui représentent 70 % de la surface agricole utilisée (SAU).

### Climat
Pour des articles plus généraux, voir Climat des Hauts-de-France et Climat du Pas-de-Calais.
En 2010, le climat de la commune est de type climat océanique dégradé des plaines du Centre et du Nord, selon une étude du CNRS s'appuyant sur une série de données couvrant la période 1971-2000. En 2020, Météo-France publie une typologie des climats de la France métropolitaine dans laquelle la commune est exposée à un climat océanique et est dans la région climatique Nord-est du bassin Parisien, caractérisée par un ensoleillement médiocre, une pluviométrie moyenne régulièrement répartie au cours de l’année et un hiver froid (3 °C).
Pour la période 1971-2000, la température annuelle moyenne est de 10,6 °C, avec une amplitude thermique annuelle de 14,4 °C. Le cumul annuel moyen de précipitations est de 711 mm, avec 12,3 jours de précipitations en janvier et 8,6 jours en juillet. Pour la période 1991-2020, la température moyenne annuelle observée sur la station météorologique la plus proche, située sur la commune de Wancourt à 3 km à vol d'oiseau, est de 10,8 °C et le cumul annuel moyen de précipitations est de 711,4 mm,. Pour l'avenir, les paramètres climatiques de la commune estimés pour 2050 selon différents scénarios d'émission de gaz à effet de serre sont consultables sur un site dédié publié par Météo-France en novembre 2022.
| Mois                                  | jan.             | fév.             | mars          | avril         | mai             | juin           | jui.          | août          | sep.          | oct.          | nov.            | déc.             | année      |
| ------------------------------------- | ---------------- | ---------------- | ------------- | ------------- | --------------- | -------------- | ------------- | ------------- | ------------- | ------------- | --------------- | ---------------- | ---------- |
| Température minimale moyenne (°C)     | 1,3              | 1,4              | 3,4           | 5,1           | 8,4             | 11,2           | 13,1          | 13,1          | 10,7          | 7,9           | 4,4             | 1,9              | 6,8        |
| Température moyenne (°C)              | 3,8              | 4,3              | 7,2           | 10            | 13,3            | 16,2           | 18,4          | 18,4          | 15,4          | 11,5          | 7,2             | 4,3              | 10,8       |
| Température maximale moyenne (°C)     | 6,2              | 7,2              | 11            | 14,9          | 18,1            | 21,2           | 23,6          | 23,7          | 20,1          | 15,2          | 9,9             | 6,7              | 14,8       |
| Record de froid (°C) date du record   | −14,1 12.01.1987 | −13,3 07.02.1991 | −9,4 13.03.13 | −4,4 20.04.17 | −1,3 07.05.1997 | 2,3 05.06.1991 | 5,1 31.07.15  | 4,4 02.08.15  | 0,5 30.09.18  | −4 24.10.03   | −8,6 24.11.1998 | −12,8 29.12.1996 | −14,1 1987 |
| Record de chaleur (°C) date du record | 14,9 09.01.15    | 18,2 26.02.19    | 24,3 31.03.21 | 26,8 20.04.18 | 30,5 12.05.1998 | 34,4 18.06.22  | 41,7 25.07.19 | 37,6 06.08.03 | 34,6 15.09.20 | 29,3 01.10.11 | 19,9 07.11.15   | 16,1 07.12.00    | 41,7 2019  |
| Précipitations (mm)                   | 56,7             | 48,7             | 50,2          | 42,7          | 61              | 60,9           | 64,9          | 62,9          | 57,6          | 65,4          | 64              | 76,4             | 711,4      |

### Milieux naturels et biodiversité

#### Zone naturelle d'intérêt écologique, faunistique et floristique
L’inventaire des zones naturelles d'intérêt écologique, faunistique et floristique (ZNIEFF) a pour objectif de réaliser une couverture des zones les plus intéressantes sur le plan écologique, essentiellement dans la perspective d’améliorer la connaissance du patrimoine naturel national et de fournir aux différents décideurs un outil d’aide à la prise en compte de l’environnement dans l’aménagement du territoire.
Le territoire communal comprend une ZNIEFF de type 2 : le complexe écologique de la vallée de la Sensée. Cette ZNIEFF de la vallée de la Sensée s’étend sur plus de 20 kilomètres depuis les communes de Remy et Haucourt jusqu’à la confluence de la rivière canalisée avec l’Escaut. Elle forme une longue dépression à fond tourbeux, creusée entre des plateaux aux larges ondulations ; Ostrevent au Nord, bas-Artois au Sud et Cambrésis à l’Est.

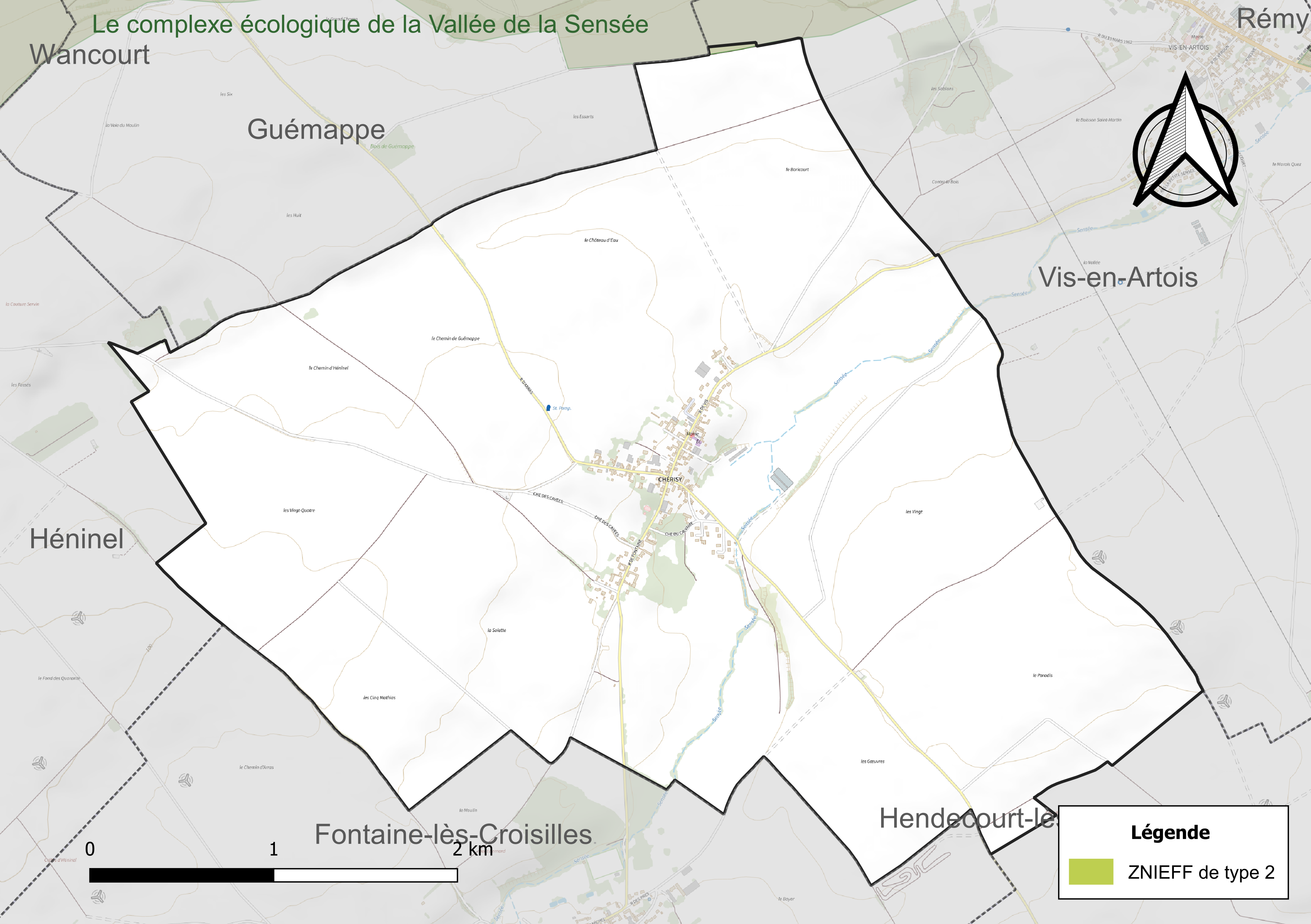
Carte de la ZNIEFF sur la commune.

## Urbanisme

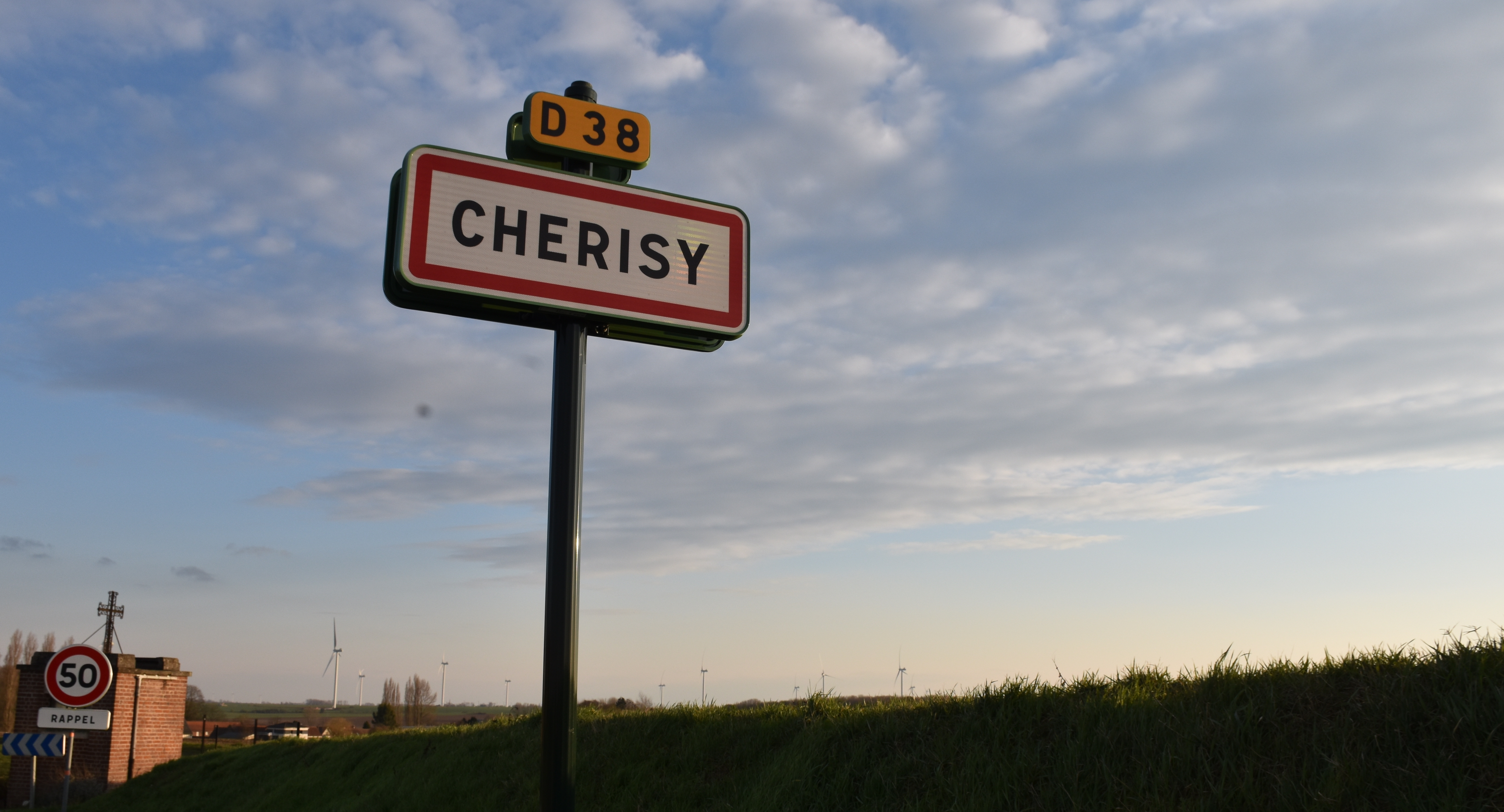
Une entrée de la commune.

### Typologie
Au 1er janvier 2024, Chérisy est catégorisée commune rurale à habitat dispersé, selon la nouvelle grille communale de densité à sept niveaux définie par l'Insee en 2022.
Elle est située hors unité urbaine. Par ailleurs la commune fait partie de l'aire d'attraction d'Arras, dont elle est une commune de la couronne,. Cette aire, qui regroupe 163 communes, est catégorisée dans les aires de 50 000 à moins de 200 000 habitants,.

### Occupation des sols
L'occupation des sols de la commune, telle qu'elle ressort de la base de données européenne d’occupation biophysique des sols Corine Land Cover (CLC), est marquée par l'importance des territoires agricoles (96 % en 2018), en diminution par rapport à 1990 (100 %). La répartition détaillée en 2018 est la suivante : 
terres arables (96 %), zones urbanisées (4 %). L'évolution de l’occupation des sols de la commune et de ses infrastructures peut être observée sur les différentes représentations cartographiques du territoire : la carte de Cassini (XVIIIe siècle), la carte d'état-major (1820-1866) et les cartes ou photos aériennes de l'IGN pour la période actuelle (1950 à aujourd'hui).

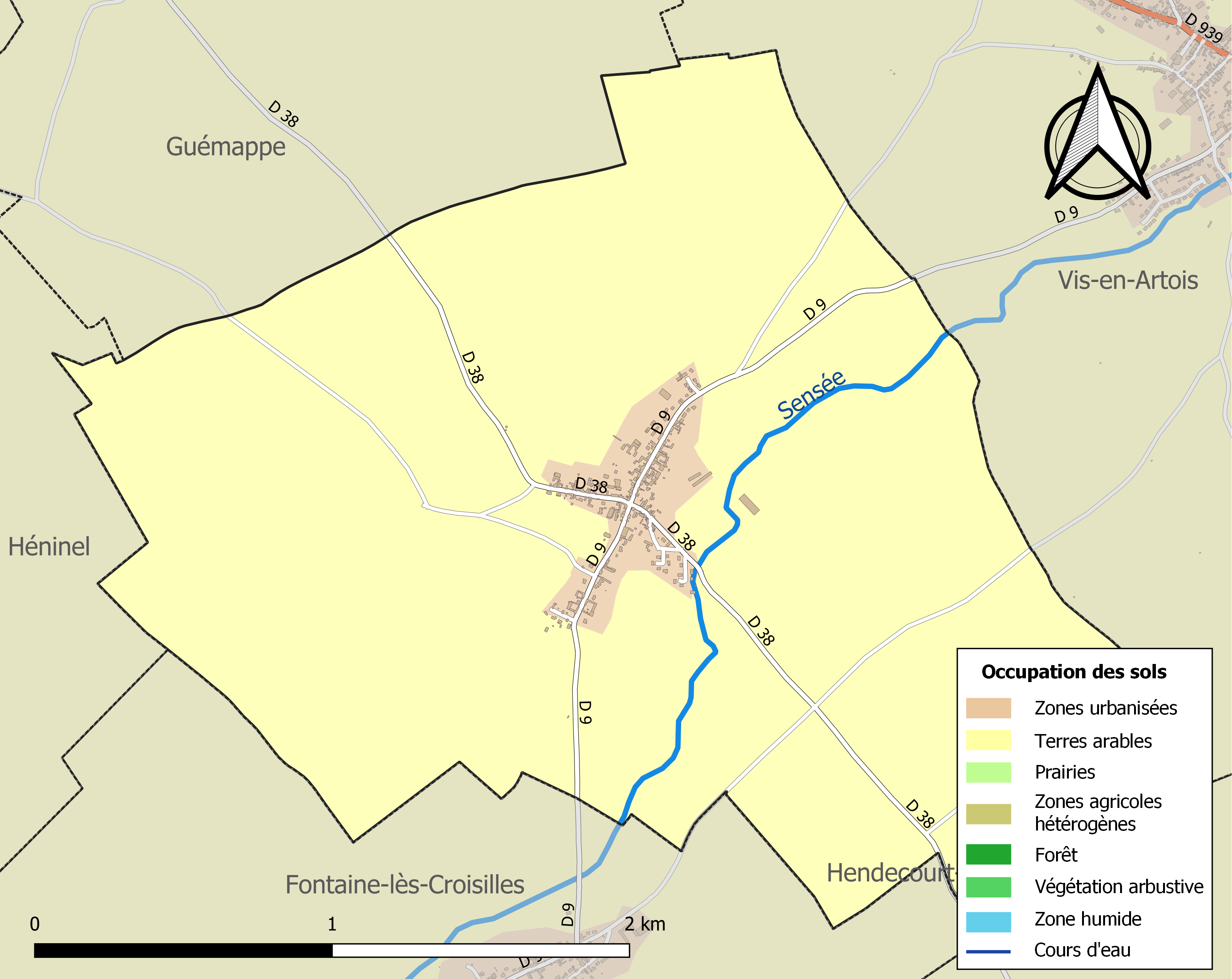
Carte des infrastructures et de l'occupation des sols de la commune en 2018 (CLC).

### Voies de communication et transports

#### Voies de communication
La commune est à la croisée des routes départementales D 9 et D 38 et se trouve à 3 km de la D 939 qui relie Cambrai et Le Touquet-Paris-Plage.

#### Transport ferroviaire
La commune se trouve à 13 km au sud-est de la gare d'Arras, située sur la ligne de Paris-Nord à Lille, desservie par des TGV inOui et des trains régionaux du réseau TER Hauts-de-France.

## Toponymie
| Formes successives du nom attestées pour la localité, - Ceresi, 1104 (cart. de Saint-Amé, fo 1 vo ) - Cerizi, Cyrisi, XIIe siècle (cart. de Saint-Vaast, p. 271) - Cerissi, 1217 (Moreau, t. CXXII, fo 64) - Cerisi, 1227 (cart. des chapellenies d’Arr., fo 64 vo ) - Cherisi, 1359 (Froissart, t. IV, p. 193) - Chersy, XIVe siècle (Archives nation., p. 137, fo 32 vo ) - Cherisie, 1741 (Archives nation., X1a. 9313) - Cerisy, XVIIIe siècle (carte de Cassini) - Cherisy, 1793 - Cerisy et Chérisy depuis 1801 |

## Histoire
Le 22e bataillon de la 5e brigade d'infanterie de la 2e division canadienne d'un effectif de 700 hommes est parti à l'assaut des positions de la ligne Hindenburg tenues par l'Armée impériale allemande dans ce village le 27 août 1918 en fin d'après-midi. Les pertes sont très élevées, il y eut au total (avec les morts de leurs blessures) 123 tués dans ce bataillon et plus de 500 blessés. Le 28 au soir, après avoir pris ce village, il ne restait que 39 hommes valides sous les ordres d’un sergent nommé Joseph Pearson, alors le plus haut gradé du bataillon encore debout, lors de la relève,.
En mai 1917 des soldats allemands du 114e régiment badois de Constance avaient réussi  à reprendre un terrain près de Chérisy qui était tenu par des Britanniques. Les pertes étaient considérables: 168 morts, 335 blessés, 79 disparus. Cette victoire chèrement payée a inspiré l'officier allemand August Leffson à écrire un texte intitulé «Das Lied von Chérisy» [«La chanson de Chérisy»] qui a été mise en musique par Arnold Rust (nl). La mélodie avec un texte assez martial est devenue par la suite l'hymne du régiment. Dans les quatre strophes de la chanson les combattants allemands sont salués successivement comme «les courageux», «les vainqueurs», «les morts» et «les héros» du «régiment vert» (surnom du 114e régiment).
La commune est décorée de la croix de guerre 1914-1918 par décret du 23 septembre 1920, distinction également attribuée à 276 autres communes du Pas-de-Calais.
Quant à la ville de Constance, pendant le temps du national-socialisme, on a construit une nouvelle caserne en 1935/36, on lui donna le nom de «Chérisy-Kaserne» en mémoire de la victoire du 3 mai 1917, glorifiée par la chanson. La caserne fut utilisée par les troupes françaises d'occupation de 1945 à 1977 qui lui donnèrent le nom de «Quartier Bonaparte». Après le départ des Français, ce fut pourtant le nom de «Chérisy» qui survécut quand les casernes furent transformées en bâtiments pour loger les étudiants de l'Université de Constance. Il existe à Constance également une rue de Chérisy («Chérisy-Straße»)  et une aire de jeux pour enfants qui porte ce nom. Les habitants de Constance en général ne se rendent pas compte de l'origine de la dénomination «Chérisy» dans leur ville.

Chérisy dans la ville allemande de Constance.
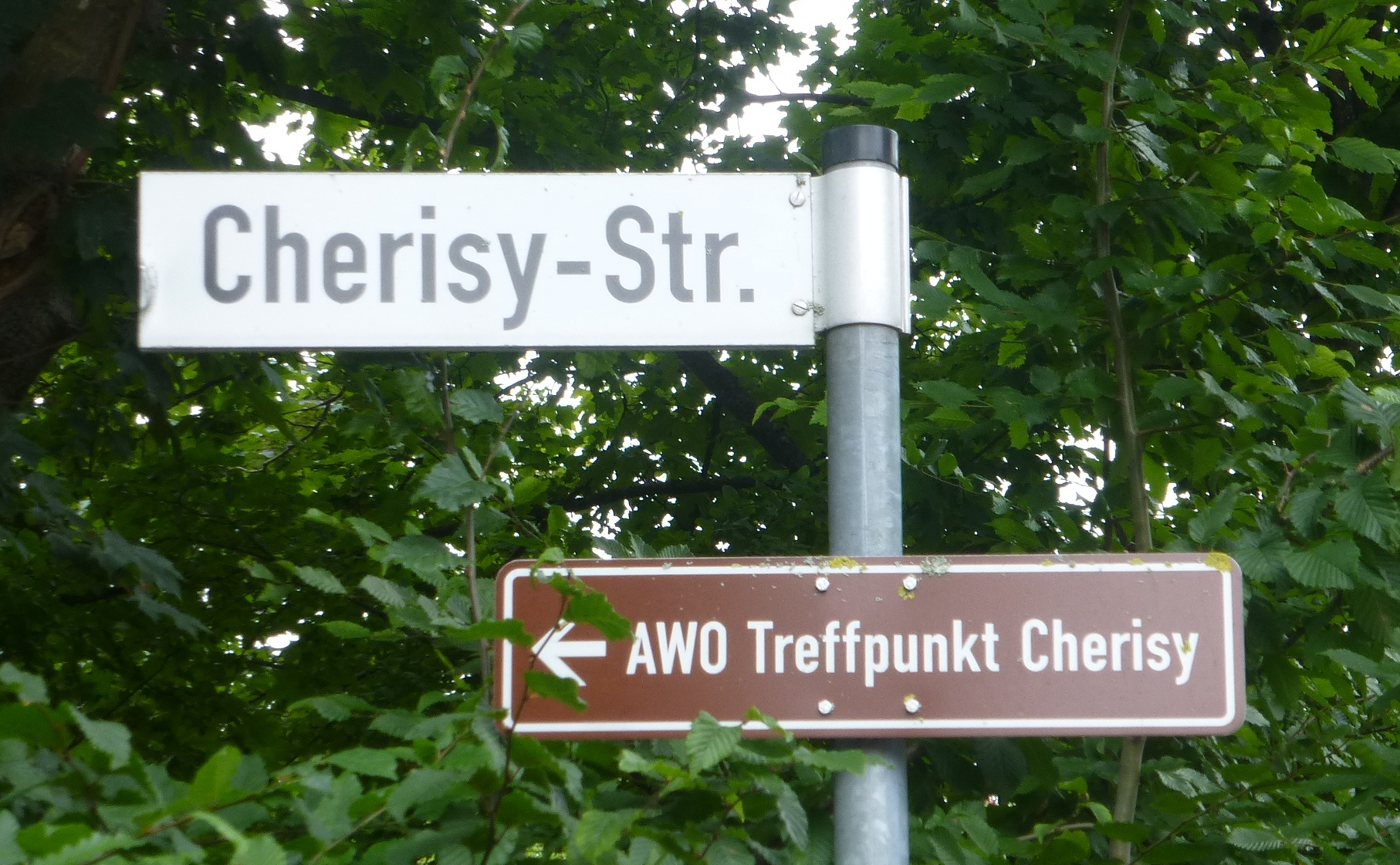
Chérisy à Constance, parfois écrit sans accent aigu.
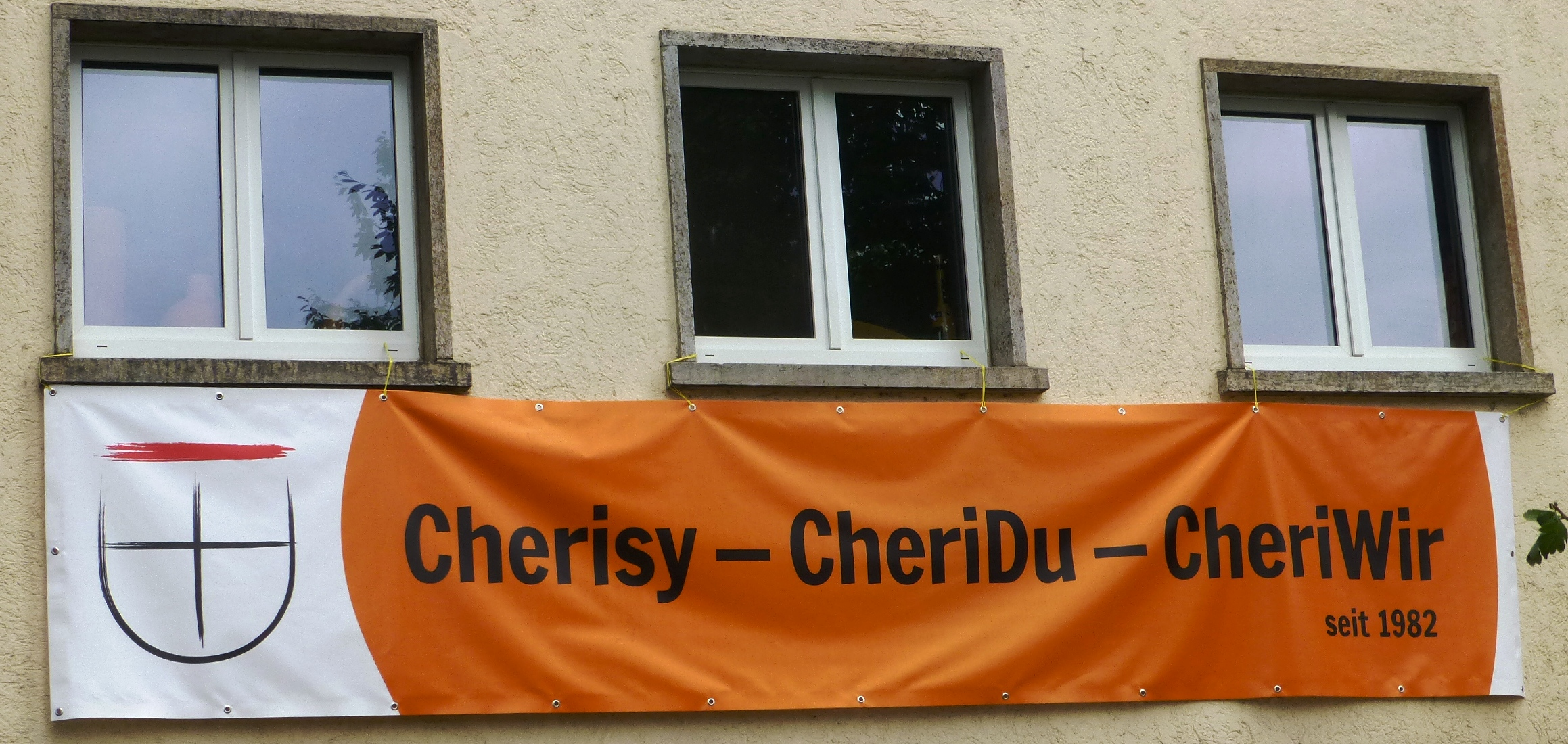
Chérisy à Constance comme base d'un jeu de mots allemand.

## Politique et administration

### Découpage territorial
La commune se trouve dans l'arrondissement d'Arras du département du Pas-de-Calais, depuis 1801.

#### Commune et intercommunalités
La commune est membre de la communauté de communes du Sud-Artois.

#### Circonscriptions administratives
La commune est rattachée au canton de Croisilles, de 1801 à 2014 et au canton de Bapaume depuis 2015.

#### Circonscriptions électorales
Pour l'élection des députés, la commune fait partie de la première circonscription du Pas-de-Calais.

### Élections municipales et communautaires

#### Liste des maires
| Période                                  | Période                      | Identité         | Étiquette | Qualité                                                                                               |
| ---------------------------------------- | ---------------------------- | ---------------- | --------- | --- |
| Les données manquantes sont à compléter. |                              |                  |           | |
| mars 2001                                | 2004                         | Marc Savary      |           | Mort en fonction                                                                                      |
| 2004                                     | 12 mai 2013,                 | Roland Delobelle |           | Fonctionnaire territorial Mort en fonction                                                            |
| 1 juillet 2013                           | En cours (au 5 février 2022) | Patrick Visentin |           | Responsable de dépôt dans le bâtiment Réélu pour le mandat 2014-2020, Réélu pour le mandat 2020-2026, |

## Équipements et services publics

### Justice, sécurité, secours et défense
La commune dépend du tribunal judiciaire d'Arras, du conseil de prud'hommes d'Arras, de la cour d'appel de Douai, du tribunal de commerce d'Arras, du tribunal administratif de Lille, de la cour administrative d'appel de Douai et du tribunal pour enfants d'Arras.

## Population et société

### Démographie
Les habitants sont appelés les Chérisiens.

#### Évolution démographique
L'évolution du nombre d'habitants est connue à travers les recensements de la population effectués dans la commune depuis 1793. Pour les communes de moins de 10 000 habitants, une enquête de recensement portant sur toute la population est réalisée tous les cinq ans, les populations de référence des années intermédiaires étant quant à elles estimées par interpolation ou extrapolation. Pour la commune, le premier recensement exhaustif entrant dans le cadre du nouveau dispositif a été réalisé en 2005.

En 2022, la commune comptait 291 habitants, en évolution de −1,36 % par rapport à 2016 (Pas-de-Calais : −0,72 %, France hors Mayotte : +2,11 %).
| 1793 | 1800 | 1806 | 1821 | 1831 | 1836 | 1841 | 1846 | 1851 |
| ---- | ---- | ---- | ---- | ---- | ---- | ---- | ---- | ---- |
| 390  | 406  | 440  | 500  | 551  | 552  | 557  | 570  | 584  |

| 1856 | 1861 | 1866 | 1872 | 1876 | 1881 | 1886 | 1891 | 1896 |
| ---- | ---- | ---- | ---- | ---- | ---- | ---- | ---- | ---- |
| 588  | 574  | 573  | 567  | 571  | 560  | 524  | 531  | 527  |

| 1901 | 1906 | 1911 | 1921 | 1926 | 1931 | 1936 | 1946 | 1954 |
| ---- | ---- | ---- | ---- | ---- | ---- | ---- | ---- | ---- |
| 486  | 427  | 419  | 196  | 235  | 236  | 230  | 224  | 210  |

| 1962 | 1968 | 1975 | 1982 | 1990 | 1999 | 2005 | 2006 | 2010 |
| ---- | ---- | ---- | ---- | ---- | ---- | ---- | ---- | ---- |
| 200  | 188  | 175  | 189  | 209  | 212  | 253  | 249  | 290  |

| 2015 | 2020 | 2022 | - | - | - | - | - | - |
| ---- | ---- | ---- | - | - | - | - | - | - |
| 298  | 290  | 291  | - | - | - | - | - | - |

#### Pyramide des âges
En 2018, le taux de personnes d'un âge inférieur à 30 ans s'élève à 35,2 %, soit en dessous de la moyenne départementale (36,7 %). De même, le taux de personnes d'âge supérieur à 60 ans est de 23,1 % la même année, alors qu'il est de 24,9 % au niveau départemental.
En 2018, la commune comptait 147 hommes pour 145 femmes, soit un taux de 50,34 % d'hommes, légèrement supérieur au taux départemental (48,5 %).
Les pyramides des âges de la commune et du département s'établissent comme suit.
| Hommes | Classe d’âge | Femmes |
| ------ | ------------ | ------ |
| 0,7    | 90 ou +      | 0,0    |
| 4,8    | 75-89 ans    | 9,0    |
| 14,4   | 60-74 ans    | 17,4   |
| 21,9   | 45-59 ans    | 20,8   |
| 21,2   | 30-44 ans    | 19,4   |
| 19,9   | 15-29 ans    | 19,4   |
| 17,1   | 0-14 ans     | 13,9   |

| Hommes | Classe d’âge | Femmes |
| ------ | ------------ | ------ |
| 0,5    | 90 ou +      | 1,6    |
| 5,6    | 75-89 ans    | 8,9    |
| 16,7   | 60-74 ans    | 18,1   |
| 20,2   | 45-59 ans    | 19,2   |
| 18,9   | 30-44 ans    | 18,1   |
| 18,2   | 15-29 ans    | 16,2   |
| 19,9   | 0-14 ans     | 17,9   |

## Culture locale et patrimoine

### Lieux et monuments
- L'église Saint-Vaast.
- La mairie.
- Le monument aux morts[41].

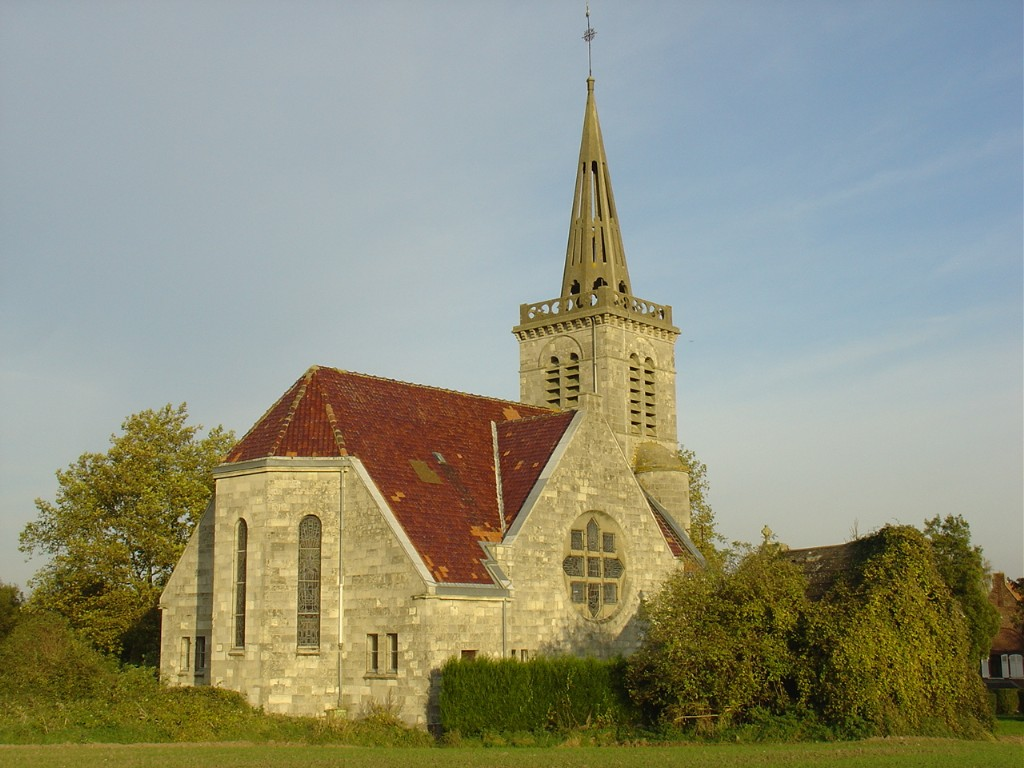
L'église.
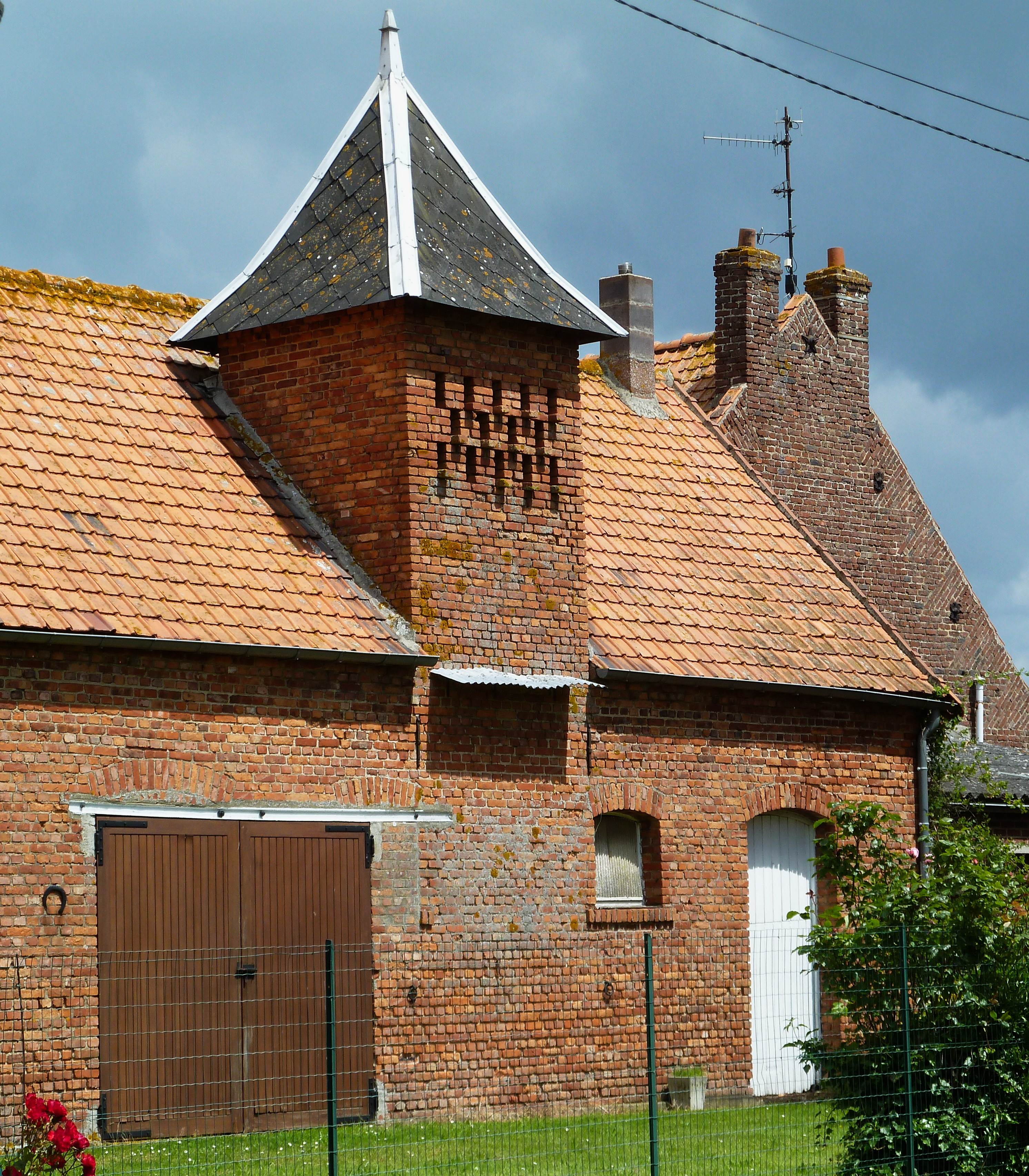
Un pigeonnier remarquable.
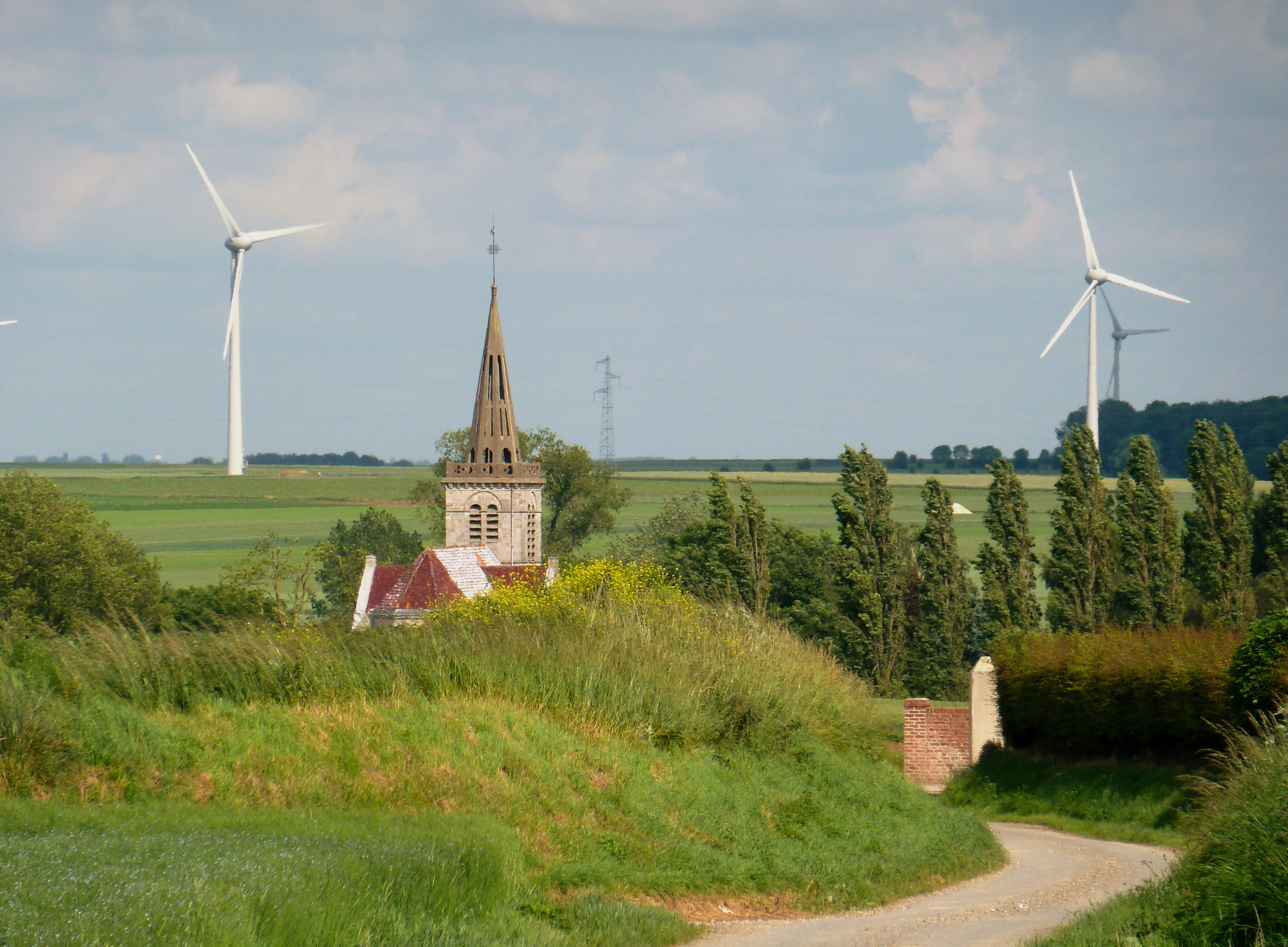
Le clocher de l'église et les éoliennes.

### Héraldique
| Blason de Chérisy | Blason  | Écartelé : aux 1er et 4e de gueules à l'écusson d'argent chargé d'un lion du champ, aux 2e et 3e d'azur à la fasce d'or. Ornements extérieursCroix de guerre 1914-1918 |
| Blason de Chérisy | Détails | Le statut officiel du blason reste à déterminer. |

## Pour approfondir